# Townes Van Zandt

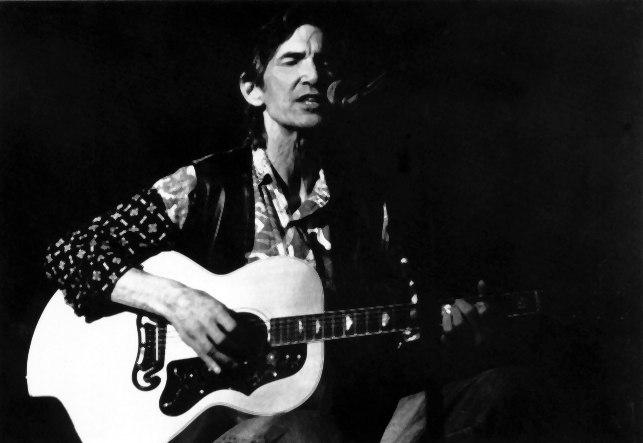
Townes Van Zandt im November 1995 im Kult in Niederstetten

Townes Van Zandt (* 7. März 1944 in Fort Worth, Texas; † 1. Januar 1997 in Smyrna, Tennessee) war ein US-amerikanischer Musiker und Singer-Songwriter. Er gilt als stilbildender Vorläufer des Alternative Country sowie der neueren Singer-Songwriter-Szene innerhalb der Country-Musik.

## Leben
Townes Van Zandt wurde als Sohn einer wohlhabenden texanischen Familie geboren, die seit mehreren Generationen im Ölgeschäft tätig war und nach der eines der 254 Countys des Staates benannt ist. Der Nachkomme von Isaac Van Zandt, einem prominenten Führer der texanischen Republik und des frühen Bundesstaats Texas, wuchs hauptsächlich in den texanischen Städten Fort Worth und Midland sowie in Boulder, Colorado, auf. Aufgrund häufiger Umzüge seiner Eltern lebte er zeitweise auch in Billings (Montana), Barrington (Illinois) und in Minnesota. Als Jugendlicher wurde er auf ein Internat geschickt, um sich auf eine Karriere im American Football und beim Militär vorzubereiten. Er spielte außerdem Baseball und betrieb Wrestling. Als Außenseiter machte er dort auch Erfahrungen mit Rauschmitteln. Er begann mit dem Schnüffeln von Klebstoff, was einmal dazu führte, dass er für klinisch tot erklärt wurde und fast alle seine Vorderzähne verlor. Nachdem er sich – um auszuprobieren, wie es sich anfühlt – aus dem 4. Stock hatte fallen lassen, kam er wegen suizidaler Neigungen für drei Monate in stationäre psychiatrische Behandlung. Diagnostiziert wurde dort schizophrene Psychose und manische Depression, was eine Karriere beim Militär ausschloss. 1964 wurde er einer kombinierten Elektrokrampf- und Insulinschocktherapie unterzogen, die angeblich Teile seiner Kindheitserinnerungen auslöschte.
Townes Van Zandt begann im Alter von neun Jahren Gitarre zu spielen, nachdem er Elvis Presley in der Ed Sullivan Show gesehen hatte und von dessen Wirkung auf seine Schwester und deren Freundin fasziniert war. Während seines Jurastudiums an der Universität von Houston gab er ab Mitte der sechziger Jahre erste Konzerte in verschiedenen Folkclubs der Stadt. Hier traf er Musiker wie Jerry Jeff Walker, Blaze Foley sowie Guy Clark, mit dem er lebenslang befreundet war. Dessen Frau Susanna wurde bis zu seinem Tod seine Seelenfreundin und Vertraute. Er spielte im Vorprogramm von Doc Watson und Lightnin’ Hopkins. In der Wohnung, die ihm und seiner damals frisch angetrauten Frau Fran Lohr von den Eltern bezahlt wurde, richtete er sich in einem begehbaren Kleiderschrank sein erstes eigenes Aufnahmestudio ein.
Im Jahr 1966 nahm ihn Kevin Eggers bei Poppy Records in Nashville unter Vertrag. 1968 erschien sein erstes von Jack Clement und Jim Malloy produziertes Album For the Sake of the Song. Es enthielt mit Waiting Around to Die die (nach seinen Worten) erste „ernsthafte“ (serious) Eigenkomposition. Bis 1972 nahm er fünf weitere Alben auf, die kommerziell nur wenig erfolgreich waren. In Houston gehörte der junge Steve Earle zu seinen Schützlingen und Freunden. Earle besorgte die Hütte, in der Van Zandt von 1975 bis 1977 ein Einsiedlerleben führte und sich der Zucht von Morning Glorys widmete. Die Freundschaft wurde empfindlich gestört, als Van Zandt seinen Freund zum Russisch Roulette herausforderte. Ungeachtet dessen benannte Earle seinen 1982 geborenen und später ebenfalls die Laufbahn eines Singer-Songwriters einschlagenden Sohnes nach seinem Mentor Justin Townes Earle. Im Anschluss an diese Zeit zog Van Zandt nach Nashville und veröffentlichte das Doppelalbum Live at the Old Quarter Houston, Texas, das bereits 1973 aufgenommen worden war und nach Ansicht vieler Fans definitive Versionen vieler seiner bekanntesten Lieder enthält. 1978 erschien wieder ein Studioalbum, Flyin’ Shoes, das als das beste seiner Spätphase gilt. Der Titelsong ist eines seiner bekanntesten Lieder.
In der ersten Hälfte der 1980er Jahre waren Coverversionen seiner Lieder Pancho & Lefty (Merle Haggard & Willie Nelson) und If I Needed You (Emmylou Harris & Don Williams) Hits in den US-Country-Charts. Er ging weiter auf Tour, nahm aber erst 1987 sein achtes Studioalbum At My Window auf. Es folgten mehrere Live-Alben, die teilweise nur in Europa veröffentlicht wurden. 1994 erschien sein letztes Studioalbum zu Lebzeiten, No Deeper Blue, das in Irland mit irischen Musikern aufgenommen wurde.
Townes Van Zandt war drei Mal verheiratet und hatte drei Kinder. Sein Sohn aus erster Ehe, John Townes (* 1969), trat als Musiker in die Fußstapfen seines Vaters. Kinder aus seiner dritten Ehe mit Jeanene Van Zandt, die 1994 geschieden wurde, sind sein zweiter Sohn William Vincent (* 1983) und seine Tochter Katie Belle (* 1992).
Van Zandt schaffte es nie über seinen Kultstatus hinaus zum kommerziellen Durchbruch, auch wenn andere Musiker mit Coverversionen seiner Songs Erfolge feierten. Dies lag nicht zuletzt daran, dass er manisch-depressiv sowie drogen- und bis zuletzt alkoholabhängig war. Jedoch veröffentlichte er bis zu seinem Tod und trat auf. Seine letzte Europatour, bei der er auch in Deutschland auftrat, fand im November/Dezember 1996 statt. Townes Van Zandt starb am Neujahrsmorgen 1997 an einem Herzinfarkt infolge einer schweren Hüftoperation und Delirium tremens. Er starb auf den Tag genau 44 Jahre nach seinem Idol Hank Williams und wurde 52 Jahre alt.

## Musik
Van Zandt wird sowohl von Vertretern der texanischen Singer-Songwriter-Szene, wie Nanci Griffith, Lyle Lovett, Mickey Newbury, Joe Ely und Jimmie Dale Gilmore, als auch von Vertretern des Alternative Country, wie z. B. Gillian Welch, als wichtiger und prägender Einfluss genannt. Er tourte mit den Cowboy Junkies, für die er das Lied Cowboy Junkies’ Lament schrieb, und Lucinda Williams widmet ihm in ihren Konzerten das Stück 2 Kool 2 Be 4-Gotten. Bereits 1973 coverte Doc Watson eines seiner Lieder, If I Needed You. Dieses Lied wurde 1977 auch von Emmylou Harris aufgenommen und so einem größeren Publikum bekannt gemacht. 1982 nahmen die Country-Stars Willie Nelson und Merle Haggard Van Zandts Song Pancho and Lefty auf. Diese Version schaffte es auf Platz 1 der Country-Charts. Damit wurde Van Zandts Name auch im Country-Mainstream ein Begriff und er bekam Auftritte in renommierten Fernsehshows.
Ab den 1990er Jahren nahmen mehr und mehr Musiker anderer Stilrichtungen, u. a. die Tindersticks, Mudhoney und Norah Jones, Stücke von ihm auf und auch auf Bob Dylans Setlisten tauchte Pancho & Lefty gelegentlich auf.
Einer von Van Zandts wichtigsten Einflüssen war neben Hank Williams und dem frühen Bob Dylan der 1982 verstorbene texanische Bluesmusiker Lightnin’ Hopkins, dessen Stücke er auch in seinen Konzerten spielte. Van Zandt ausschließlich als Country-Musiker zu kategorisieren, wird ihm daher keinesfalls gerecht – was aber für die meisten großen Songwriter des Genres gilt. Seine Offenheit für Einflüsse jenseits der Country-Musik ist einer der Gründe, weswegen er als ein wesentlicher Vorläufer des Alternative Country angesehen wird. Ein weiterer Grund sind die eher düsteren Themen und die manchmal depressive Stimmung in vielen seiner Lieder, die somit für die Country-Industrie Nashvilles kommerziell kaum verwertbar waren, aber auf eine um Authentizität bemühte jüngere Generation von Musikern große Faszination ausübten.
Sein Fingerstyle-Spiel und auch sein Flat-Picking waren versiert, standen aber nie im Vordergrund und dienten immer dem Song. Wenn er Blues spielte, war der Einfluss von Lightnin’ Hopkins auf seinen Gitarrenstil offensichtlich.
Wenn Townes Van Zandt in guter Verfassung war, war er ein Meister der kleinen, intimen Auftritte. Nicht nur seine Songs, auch seine Geschichten und Anekdoten, die mitunter derben Witze und Kalauer machten viele seiner Konzerte für die Zuhörer zu unvergesslichen Abenden. Dies traf auch dann zu, wenn die Zahl der Zuschauer manchmal nicht über eine Handvoll hinausging – und viele unter ihnen nicht nur die Songs, sondern auch die meisten Witze und Anekdoten bereits kannten.
In den USA trat er regelmäßig mit Guy Clark auf, meistens in Clubs und Bars in Texas, in denen er für eine kleine, aber treue Fangemeinde spielte. Er tourte jedoch auch in Clubs quer durch die Staaten und, vor allem in den 1990er Jahren, verstärkt durch Europa, wo Musikfreunde ab Ende der 1980er Jahre vermehrt auf ihn aufmerksam geworden waren. Das bereits erwähnte Live-Album Live at The Old Quarter Houston, Texas gibt die typische Atmosphäre eines seiner Auftritte aus dem Jahr 1973 wieder.
Townes Van Zandt war bescheiden und eher schüchtern in seinem Auftreten. Sein oft trockener Humor war zentraler Bestandteil seiner Shows. Neben leichten und humorvollen Songs gehörten auch immer bittersüße, dunkle und melancholische Liebeslieder zu seinem Programm. Hierzu zählen u. a. For the Sake of the Song und Tecumseh Valley, das er mit der erklärten Absicht verfasste, einen Folk-Song zu schreiben. Das Lied If I Needed You, das u. a. Julia Roberts in dem 1998 erschienenen Film Seite an Seite (Originaltitel: Stepmom) sang und das auch für die Soundtracks der Filme Crazy Heart (2009) und The Broken Circle Breakdown (2012) verwendet wurde, hat Van Zandt nach eigenem Bekunden im Schlaf geschrieben – er habe den Text eines Nachts aus dem Gedächtnis notiert, nachdem er aus einem Traum erwacht war, in dem er es gesungen hatte.

## Zitate
- „There are only two kinds of music: There’s the blues, and there’s Zip-A-Dee-Doo-Dah.“ – Townes Van Zandt[2]
- „[A] woman in the audience yelled out, ‚Don’t you know any happy songs?‘ Townes said, ‚Ma’am, these are happy.‘“ – John Herndon[3]
- „Ich denke nicht, dass meine Lieder alle so traurig sind. Ich habe ein paar, die nicht traurig sind – die sind nur hoffnungslos.“ – Townes Van Zandt[4]
- „Townes Van Zandt is the best songwriter in the whole world and I’ll stand on Bob Dylan’s coffee table in my cowboy boots and say that.“ – Steve Earle[4]
- „I’ve met Bob Dylan and his bodyguards, and I don’t think Steve [Earle] could get anywhere near his coffee table.“ – Townes Van Zandt[4]
- „Ich lernte Townes kennen, als ich 1973, 1974 Schlagzeug bei Steve Earle spielte. Townes war erfolgreich, hatte ein paar gute Alben rausgebracht. Ich dachte, er hätte ein tolles Haus, mit ein paar schicken Autos vor der Tür. Als wir dort ankommen, sehen wir einen ollen Wohnwagen ohne Fenster, keine Möbel, eine Matratze im Schlafzimmer, eine Couch und ein paar Hühner, die herumlaufen. Da wusste ich, dem geht’s um die Musik.“ – Schlagzeuger Leland Waddell über sein erstes Treffen mit Townes Van Zandt, der in Clarksville mit seiner Frau Cindy in einem heruntergekommenen Wohnwagen hauste.[4]
- „I think of Townes Van Zandt as being the greatest folk song writer that my native state of Texas ever gave birth to. […] There are some of us songwriters who are just lyricists, but Townes Van Zandt was definitely a poet.“ – Nanci Griffith[5][6]
- „He’s not really a country singer, you wouldn’t call him a blues artist, he’s not quite a folk singer, he doesn’t exactly write pop songs, so what is he? He does not fit neatly into a category and to me, that is what sets him apart as a great artist.“ – Steve Shelley, Sonic Youth[7]
- „I was booked for this gig 30 years ago.“ – Guy Clark auf der Beerdigung seines Freundes.[4]

## Diskografie

### Zu Lebzeiten erschienene Alben
- For the Sake of the Song (1968)
- Our Mother the Mountain (1969)
- Townes Van Zandt (1969)
- Delta Momma Blues (1971)
- High, Low and In Between (1972)
- The Late Great Townes Van Zandt (1972)
- Live at the Old Quarter, Houston, Texas (1977, Liveaufnahmen von 1973)
- Flyin' Shoes (1978)
- At My Window (1987)
- Live and Obscure (1987, Live aufgenommen in 12th and Porter in Nashville, 19. April 1985)
- Rain on a Conga Drum (1991, Liveaufnahmen von 1990, Berlin Independent Days at Quasimodo)
- Roadsongs (1992, Liveaufnahmen aus den 1980er/1990er-Jahren, Coverversionen)
- The Nashville Sessions (1993, unveröffentlichte Studioaufnahmen von 1974 für das unvollendete Album 7 come 11)
- Rear View Mirror (1993, Live aufgenommen in The Blue Onion in Oklahoma, 1979)
- No Deeper Blue (1994)
- Abnormal (1996, Liveaufnahmen von 1995)
- In Pain (1996, Liveaufnahmen von 1994–1996)

### Postum veröffentlichte Studioalben
- Documentary (1997, europäische Version des Albums Last Rights: Life & Times of Townes van Zandt; beinhaltet Interview und Liveperformance in einem Radio-Studio in Austin, 1996)
- A Far Cry from Dead (1999, Demoaufnahmen von 1989–1996, zwei Jahre nach seinem Tod von Studiomusikern vervollständigt)
- Texas Rain, The Texas Hill Country Recordings (2001, Duett-Aufnahmen mit anderen Folk/Country-Musikern von 1989)
- In the Beginning (2003, Demo-Aufnahmen von 1966/1967)
- Down Home (2012, Radiobroadcast vom 18. April 1985)
- Sunshine Boy (2013, unveröffentlichte Studioaufnahmen von 1970–1972)
- Sky Blue (1973 aufgenommen und 2019 veröffentlicht; 11 bisher unveröffentlichte Aufnahmen, davon 2 bisher unbekannte Aufnahmen: "All I Need", "Sky Blue")

### Postum veröffentlichte Live-Alben
- Highway Kind (1997, Liveaufnahmen aus den 1990ern plus drei unveröffentlichte Studioaufnahmen)
- Live at McCabe's (2001, Aufnahmen von 1995)
- Together at the Bluebird Café (2001, Aufnahmen zusammen mit Guy Clark und Steve Earle von 1995)
- A Gentle Evening with Townes Van Zandt, Live at the Carnegie Hall (2002, Liveaufnahmen von 1969)
- Absolutely Nothing (2002, Live-Aufnahmen von 1994 plus vier unveröffentlichte Studioaufnahmen von 1991–1996)
- Acoustic Blue (2003, Aufnahmen von 1994 und 1996 plus eine Studioaufnahme)
- Live at the Jester Lounge (2004, Aufnahmen von 1966)
- Rear View Mirror Vol. 2 (2004, Aufnahmen von 1976–1979)
- Live at Union Chapel, London, England (2005, Aufnahmen von 1994)
- A Private Concert (2005, Aufnahmen von 1988)
- Live at the Whole Coffeehouse (2015, Liveaufnahmen von 1973)

### Kompilationen
- The Best of (1996)
- The Masters (1997)
- Anthology 1968-1979 (1998, 2-CD-Set)
- Texas Troubadour (2002, 4-CD-Set)
- The Very Best of (2002, 2-CD-Set)
- Townes van Zandt Songs (2002)
- Drama Falls Like Teardrops (2002, 2-CD-Set)
- Singer/Songwriter (2002, 3-CD-Set)
- Acoustic Blues (2003)
- Legend (2003, 2-CD-Set)
- Buckskin Stallion (2005 2-CD-Set)
- Townes Van Zandt (2005, 3-CD-Set)
- Pancho & Lefty (2006, 2-CD-Set)
- Be Here to Love Me (2007, Soundtrack, 2-CD-Set)

### Tribute-Alben
- POET. A tribute to Townes Van Zandt (Catfish Records 2002), mit Guy Clark, Emmylou Harris, Willie Nelson u. a.
- There’s A Hole In Heaven Where Some Sin Slips Through (Glitterhouse Records 2007), mit Steve Wynn, Tindersticks, The Walkabouts u. a.
- Introducing Townes Van Zandt Via the Great Unknown (Forthesakeofthesong 2009), mit Independent-Musikern aus aller Welt wie Jad Fair, Stephen Duffy, J. Tillman, The Be Good Tanyas u. a.
- More Townes Van Zandt by the Great Unknown (Forthesakeofthesong 2010), Fortsetzung mit weiteren Independent-Musikern aus aller Welt wie Neil Casal, Leslie & the Badgers u.v. a.[8]
- Songs of Townes Van Zandt (Neurot Recordings 2012), Scott Kelly (Neurosis), Steve von Till (Neurosis) & Scott „Wino“ Weinrich[9]

## Filmografie
- Heartworn Highways. Dokumentarfilm, Snapper/Catfish, 1981/2003, mit Townes Van Zandt, Guy Clark, David Allan Coe und Steve Earle.
- Passacör. Spielfilm (Roadmovie), Deutschland, 1993, Soundtrack: Townes Van Zandt; Regie: Alaric Hamacher, Bernd Reufels, Stefan Sarazin.[10]
- Be Here to Love Me: A Film About Townes Van Zandt. Dokumentarfilm mit Willie Nelson, Kris Kristofferson, Kinky Friedman und Emmylou Harris; Regie: Margaret Brown, USA 2005.[11]

### Bücher über Townes Van Zandt
- John Kruth: To Live Is To Fly, 2007
- Robert Earl Hardy: A Deeper Blue, 2008
- Brian T. Atkinson: I’ll Be Here In The Morning, 2012
- Martin Wimmer: Ich bin der neue Hilmar und trauriger als Townes, 2016

### Audioquellen
- Interview mit Larry Monroe auf Townes Van Zandt: Documentary (Normal CD 211)